# Eisbahn Kleinholz
Die Kunsteisbahn Kleinholz ist eine Eissporthalle in der Schweizer Stadt Olten, Kanton Solothurn. Sie ist die Spielstätte des Eishockeyclubs EHC Olten. Die Eishalle Kleinholz bietet Platz für 5'384 Zuschauer.

## Natureisbahn
Um die Wende vom 19. zum 20. Jahrhundert kam auch in der Schweizer Stadt Olten der Eissport auf. Bei genügend kaltem Wetter wurde das Butzenbächli bei der Wyden (Schützenmatte) gestaut und gefror zum ersten Oltner Eisfeld. Erstmals konnten die Oltner Bürger auf Schlittschuhen Sport treiben. Ausgelöst durch dieses Ereignis gründeten 29 Eissportfreunde im Januar 1931 den Eisclub Olten, heute EHC Olten.
Auf Initiative des ersten Präsidenten, Kantonsschullehrer Iwan Hagmann, wurde am 9. November 1931 ein Vertrag mit dem Tennisclub Hagberg unterzeichnet, wonach im Winter auf dessen Platz Eissport betrieben werden konnte. Die so entstandene provisorische Anlage genügte den wachsenden Besucherzahlen und den damit verbundenen Ansprüchen bald nicht mehr. So wurde am 10. Dezember 1933 auf den damaligen Tennisplätzen und dem heutigen Standort der Kunsteisbahn im Kleinholz eine 3'600 Quadratmeter große Natureisbahn eröffnet. Die Anlage Hagberg diente noch bis in die 1940er Jahre hinein dem Eislauf. Die wirtschaftlichen Krisenjahre und der Zweite Weltkrieg verhinderten den Ausbau der Sportanlagen.

## Von der Natur- zur Kunsteisbahn Kleinholz
Alphons Wirth reichte am 14. Dezember 1956 beim Gemeinderat Olten eine Motion ein. Es sollte geprüft werden, auch in Olten eine Kunsteisbahn zu errichten. Am 28. August 1958 lud Stadtammann Dr. Hans Derendinger die Bevölkerung Oltens zur Aussprache ein. Am 18. März 1959 legte ein privates Komitee ein Projekt Schützenmatte in Verbindung mit der Strandbaderweiterung an der Aare vor. Dieses und ein abgeändertes Projekt wurden jedoch abgelehnt. Weitere Studien wurden durchgeführt und als Bestvariante das Areal der bestehenden Natureisbahn ausgewiesen. Die Einwohnergemeinde Olten gab jedoch bekannt, nicht für die Kosten einer Kunsteisbahn aufzukommen. Das Komitee gründete daher am 30. März 1961 die Kunsteisbahngenossenschaft Kleinholz Olten (KEKO).
Am 2. Juli 1961 wurde durch Entscheid des Souveräns mit 1'600 gegen 400 Stimmen die Bewilligung zum Bau einer Kunsteisbahn im Kleinholz erteilt. Die KEKO organisierte die Finanzierung der Kunsteisbahn. Sie umfasste im Wesentlichen aus dem im Baurecht von der Einwohnergemeinde Olten zur Verfügung gestellten Terrain, einem ebenfalls von der Einwohnergemeinde bewilligten Betrag von 300'000 CHF à fonds perdu und 200'000 Franken als Beteiligung in Form von Anteilscheinen, sowie rund 1,4 Mio. CHF aus Spenden und Anteilscheine.
Am 4. November 1961, drei Tage nach der Volksabstimmung, begann der Aushub und nach vier Monaten Bauzeit war das Eisfeld in einer Größe von 30 × 60 m fertig. Anfang Dezember waren die maschinellen Anlagen provisorisch betriebsbereit. Unter Mithilfe der Mitglieder des EHC Olten, vor allem der ersten Mannschaft, die sämtliche Kühlrohre während der Trainingszeit verlegte, entstand die Kunsteisbahn. 1970 errichtete der EHC Olten auf der bestehenden Garage ein Clubhaus mit Büro und Toilettenanlagen. Als zweites Eisfeld baute die KEKO das Außenfeld, unter Mithilfe der ersten Mannschaft, die wiederum im Training Rohre verlegte.

## Eishalle Kleinholz 1976
Der Schweizerische Eishockeyverband bestimmte in den 1970er Jahren, dass sämtliche Nationalligaclubs über eine überdachte Eisbahn verfügen müssen.
Der Vorstand der KEKO erhielt 1975 von der Generalversammlung den Auftrag, ein Dachprojekt zu erarbeiten. Architekt H. G. Frey aus Olten erarbeitete 1976 den besten Vorschlag. Die Finanzierung setzte sich wie folgt zusammen:
- CHF 860'000 als Kredit der Einwohnergemeinde Olten
- CHF 50'000 als Beteiligung des Kantons Solothurn
- CHF 50'000 als Beitrag des Sport-Toto-Fonds
- CHF 100'000 als Spende durch Private, Geschäfte und Unternehmer
- CHF 200'000 als Hypothekardarlehen an die Genossenschaft
- Zuschüsse der Gemeinden Dulliken, Starrkirch-Wil, Winznau, Trimbach, Wangen bei Olten

Nach viereinhalb Monaten Bauzeit hatten in der Eisbahn Kleinholz ca. 10'000 Zuschauer ein Dach über den Kopf.

## Betreiber
Im 2005 wurde die Sportpark AG Olten gegründet, die von der KEKO den Betrieb der Eisbahn Kleinholz übernahm. Die KEKO war an die finanziellen Grenzen angelangt und konnte einen wirtschaftlichen Betrieb der Eisbahn nicht mehr aufrechterhalten. Die Oltner Eissportanlagen sollten gemäss einem Antrag des Stadtrates vom 25. September 2005 künftig nach betriebswirtschaftlichen Gesichtspunkten geführt werden. Zu diesem Zweck wurde per 1. Oktober 2005 die Gründung der Sportpark Olten AG beschlossen. Die Einwohnergemeinde Olten zeichnete für diese ein Aktienkapital von zwei Millionen Franken. Im Gegenzug wurde die Subventionierung des Eissportes bzw. der Eissportanlagen reduziert; die im Investitions- und Finanzplan 2006 bis 2011 vorgesehenen Investitionsbeiträge der Einwohnergemeinde Olten für die Sanierung der Anlagen entfielen.
Aber auch dieses Model musste angepasst werden, und so beschloss der Stadtrat im Herbst 2008, den jährlichen Betriebsbeitrag der Einwohnergemeinde Olten an die Sportpark Olten AG ab Saison 2009/10 auf 750’000 CHF zu erhöhen. Für die Saison 2008/09 wurde ein Zusatzkredit in der Höhe von 360'000 Franken als einmaliger Beitrag bewilligt. Die Kapitalerhöhung durch die Sportpark Olten AG soll mit maximal 970'920 Franken finanziert werden. Ausserdem wurde der Sportpark Olten AG ein zu drei % verzinsliches Darlehen in der Höhe von 700’000 CHF gewährt, auszuzahlen in den Jahren 2010 (350'000 CHF) und 2011 (350’000 CHF). Man beschloss ausserdem, ein zinsloses Darlehen an die Sportpark AG für Sanierung Eisstadion als Postulat zu überwiesen und abzuschreiben.

## Überdachung Aussenfeld
Für die Überdachung des Aussenfeldes der Eissportanlagen fand am 21. Mai 2007 der erste Spatenstich statt. Die Sportpark Olten AG, zu deren Aktionariat mittlerweile 15 Regionsgemeinden gehören, plante den 2,3 Mio. CHF teuren Bau bis Anfang November fertigzustellen. Er soll dazu dienen, dass bei jeder Witterung der öffentliche Eislauf im Freien gewährleistet werden kann, und entlastet so zugleich die bestehende Eishalle, die vermehrt für Training zur Verfügung stehen soll. Nach Abschluss der Arbeiten im Jahr 2008 erkannte man, dass die im Businessplan der Sportpark AG budgetierten Anlagenkosten von 1,2 Mio. CHF aufgrund bautechnischer und gesetzlicher Anforderungen auf 2,3 Mio. gestiegen waren. Unter anderem dieses Geschäft führte zu den oben beschriebenen Anpassungen der Finanzierung der Sportpark AG.

## Stadionerneuerung
Am 20. Mai 2010 stimmte das Parlament der Stadt Olten mit 37:0 Stimmen bei vier Enthaltungen einer Vorlage zur umfassenden Sanierung der Eisbahn Kleinholz zu. Die Oltner Stimmberechtigten nahmen daraufhin am 26. September 2010 einen Investitionsbeitrag von 12,1 Mio. CHF und jährliche Betriebsbeiträge von 750‘000 CHF mit einem Ja-Anteil von 77 % an.
Als erste Maßnahmen wurden die Bandenanlage, die Spielerbänke und die Lüftungsmaschinen der Kälteanlage, Fluchtwegtüren und -Gänge erneuert und im unteren Bereich der Tribüne Ost ein sicher Holzbelag als temporäre Lösung umgesetzt.
Am 30. September 2011 erhielt die Batimo AG, Olten den Zuschlag für die Architekturarbeiten. Mit Entscheid vom 11. Februar 2013 erteilte die Baukommission der Stadt Olten die Baubewilligung für das Projekt um Erweiterung und Erneuerung der Eissportanlagen.
Im Gesamtprojekt waren der Neubau des Dachs, der Aufbau einer Photovoltaikanlage, der Neubau der Tribünen Süd/Ost/Nord, eine neue Bestuhlung der Tribüne West, neue Nebenräume der Curling-Halle, einen neuen Hauptzugang im Süden sowie der Neubau von Restaurant und V.I.P.-Bereich im Süden enthalten. Die Pläne des Baugesuchs konnten öffentlich eingesehen werden.
Am 7. Oktober 2014 spielte der EHC Olten sein erstes Heimspiel in der erneuerten Eishalle Kleinholz, das mit 2:0 (1:0, 0:0, 1:0) vor 5'588 Zuschauer gegen den SC Langenthal gewonnen wurde.